# Иван Бубнов (танкер)
«Иван Бубнов», БМТ «Иван Бубнов» — большой морской танкер проекта 1559-В, корабль комплексного снабжения Черноморского флота ВМФ СССР и Черноморского флота ВМФ России. В составе 9-й бригады судов обеспечения ЧФ. Выполнял задачи обеспечения в Средиземном море в переменном составе 5-й Средиземноморской эскадры кораблей ВМФ.

## История разработки
Боевым кораблям ВМФ СССР несшим боевые службы в удалённых районах Мирового океана требовались новые и достаточно крупные морские танкеры, превосходящие по своим возможностям танкеры проекта 563.

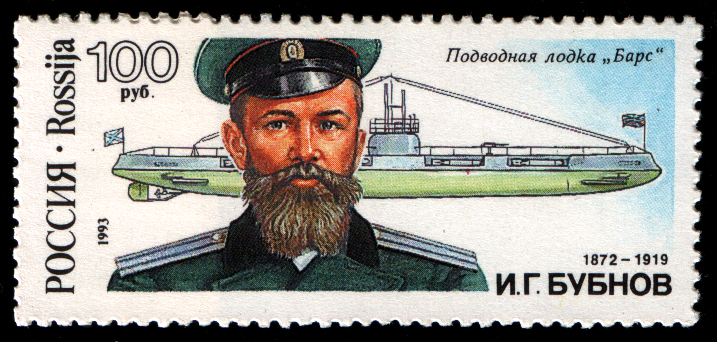
Почтовая марка России из серии «Русские кораблестроители. К 300-летию Российского флота», посвящённая И. Г. Бубнову, 1993, 100 рублей (ИТЦ 118, Скотт 6172)

Для этих целей в ПКБ «Балтсудопроект» поступило тактико-техническое задание на проектирование морского танкера. К разработке приступили в 1967 году, взяв за базу проект танкера ММФ 1559. Главным конструктором был назначен С. Н. Шумилов, а главным наблюдающим от ВМФ капитан 2-го ранга Ю. Д. Макшанчиков.
Из-за ограниченных сроков создания проекта, разработчикам пришлось отступить от некоторых важных требований ВМФ, так же пришлось согласиться с составом главной энергетической установки, одновальным маломощным дизелем 6ДНРН 74/160 мощностью 9600 л. с. Однако, при всех сложностях работы над проектированием нового танкера, получившего обозначение 1559-В закончились к 1969 году, и в этом же году был заложен головной танкер.
Танкер получил имя в честь Бубнова Ивана Григорьевича — русского корабельного инженера, математика и механика, которому на момент именование судов серии в 1972 году исполнялся 100-летний юбилей.

## Конструкция и ТТХ
Судно имеет двойную верхнюю палубу и надстройку, смещенную к корме. В надстройке размещены ходовой мостик, каюты для экипажа, камбуз, кают-компания, бассейн и спортзал. На борту установлено устройство передачи грузов в море на ходу траверзным способом, позволяющее выполнять грузовые операции при значительном волнении моря. При длине танкера 162,4 метра и ширине 21,4 метра, полное водоизмещение достигает 22 460 тонн. Осадка остается в пределах 9 метров.
Валовая вместимость 11575 тонн. Танкер способен доставить мазута — 8250 тонн; дизельного топлива — 2050 тонн; авиатоплива — 1000 тонн; питьевой воды — 1214 тонн; котельной воды 450 тонн; смазочных масел до 4 сортов — 250 тонн; сухих грузов и продовольствия по 220 тонн, на максимальную дальность плавания 10 000 морских миль при автономности плавания до 90 суток.
Впоследствии в процессе эксплуатации оборонительное вооружение с танкеров было снято, а сами они были перекрашены в цвет судов ММФ СССР с торговым флагом, что облегчало их заходы в иностранные порты.

### Передающие устройства
- Две 3—тонные стрелы
- Три 3,2—тонных крана
- Одна 1—тонная УППГ-1
- Три 125—тонные ЛЭГС2
- Две 100—тонные ЛЭГС6

### Радиоэлектронное оборудование
- РЛС общего обнаружения МР-302 «Рубка»[3][неавторитетный источник]
- МР-212/201 «Вайгач-У»

## Служба
Большой морской танкер «Иван Бубнов» проекта 1559-В был построен на Балтийском судостроительном заводе в Ленинграде (заводской номер 617) и спущен на воду 20 апреля 1974 года. Судно вошло в состав ВМФ, на нём был поднят флаг 19 июля 1975 года. Первым капитаном БМТ был назначен Панов Константин Николаевич.

### ВМФ СССР
После ходовых испытаний в Финском заливе танкер 1 октября 1975 года обогнул Европу и вышел на первую боевую службу в Средиземное море. Выполнял задачи обеспечения в Средиземном море в переменном составе 5-й Средиземноморской эскадры кораблей ВМФ. Входил в состав 54-й оперативной бригады вспомогательных судов (позднее 9-й бригады судов обеспечения ЧФ).
Экипаж отрабатывал способы заправки кораблей и судов, пополняясь запасами в порту Тартус. В первое время заправка производилась у борта или на бакштове, а 7 ноября 1975 года была произведена одновременная заправка трех кораблей на ходу траверзным и кильватерным способами (ПКР «Ленинград», БПК «Николаев» и ЭМ «Находчивый»).
2 декабря 1975 года выполнял задачи боевой службы в Атлантическом океане и обеспечивал корабли ВМФ в районе Конакри. Танкер возвратился в Средиземное море после трехмесячной работы в Атлантике, а 17 марта 1976 года танкер прибыл в главную базу Черноморского флота Севастополь.
С 26 июня по 27 июля 1983 года танкер принимал участие в крупном флотском учении кораблей ЧФ и ВМФ НРБ с выходом в Средиземное море для обеспечения кораблей и судов в операционной зоне 5-й Средиземноморской эскадры. За это время им было пройдено 12690 миль, обеспечен 91 корабль и судно, из них на ходу 60 единиц, подано на них 26440 тонн различных грузов.
С 12 февраля по 7 июня 1984 года танкер в ходе несения боевой службы в Средиземном море и Атлантике участвовал в дружественном визите отряда советских кораблей в республику Куба и совместных учениях с кораблями ВМС Кубы. Было пройдено 24320 миль.
За 10 лет с 1975 по 1985 год БМТ «Иван Бубнов» 13 раз находился в длительном плавании в различных точках Мирового океана. За это время танкер прошел более 180 тысяч миль, произвел более 1300 заправок кораблей ВМФ, более 30 раз посетил иностранные порты.

### ВМФ России
После раздела флота достался ВМФ России. В составе 9-й бригады судов обеспечения ЧФ.
Во время грузино-абхазского конфликта экипаж танкера принимал активное участие как в обеспечении кораблей и судов топливом, так и в эвакуации беженцев в порты Poссийской Федерации.
С 13 октября по 11 ноября 2002 года после длительной стоянки танкер выполнял задачи обеспечения похода в Средиземное море отряда боевых кораблей в составе РКР «Москва», СКР «Пытливый» и БДК «Ямал». В период апрель-июль 2003 года танкер в составе отряда кораблей под командованием заместителя командующего Черноморским флотом вице-адмирала Е. В. Орлова совершил поход в Индийский океан. В ходе службы танкер неоднократно принимал участие в оперативных и командно-штабных учениях, обеспечивая корабли всеми необходимыми запасами.
В период с 19.09.2008 по 23.01.2009 года танкер выполнял задачи обеспечения топливом, водой и продовольствием похода отряда боевых кораблей в Средиземном, Карибском море и Атлантическом океане. Произвел 23 заправки кораблей Черноморского и Северного флотов, из них 11 — на ходу. Совершил деловые заходы с Латакию (Сирия), Ла-Гуэйра (Венесуэла), Гавана (Куба).
Во время Операции «Облачный столп» Цахала 23 ноября 2012 года Россия отправила к берегам Газы отряд военных кораблей. В его состав входили ракетный крейсер «Москва», большой противолодочный корабль «Сметливый», большие десантные корабли «Новочеркасск» и «Саратов», морской буксир «МБ-304» и танкер «Иван Бубнов». Корабли направляются «в назначенный командованием район восточного Средиземноморья» и «должны быть готовы к эвакуации российских граждан из Газы, в случае обострения обстановки».
В связи с сокращением корабельного и штатного состава 9-я бригада судов обеспечения ЧФ была реорганизована в 2011 году в 205-й отряд центра материально-технического обеспечения Черноморского флота.
C 04.11.2016 по 07.06.2017 год танкер выполнял боевую службу в Средиземном море, за это время прошёл 6911 миль. Экипаж выполнил поставленные задачи, осуществляя заправку кораблей и судов топливом, водой, продовольствием. За 186 суток похода экипаж танкера совершил 179 заправок. В общей сложности танкер передал на корабли, суда и береговые объекты более 12000 тонн топлива, более 60 тонн масла, 300 тонн котельной воды, около 100 тонн пресной воды.

## Капитаны
- Панов Константин Николаевич (1974—1979 гг.)
- Пономаренко Леонид Петрович (1979—1980 гг.)
- Даниленко Александр Емельянович (1980—1995 гг.)
- Шкловчик Михаил Владимирович (1995—1999 гг.)
- Плотницкий Станислав Александрович (1999—2005 гг.)
- Ларионов Валерий (2005-?);
- Плетнёв Александр;
- Трофимов Юрий Вадимович[4].